# Биатлон на зимних Олимпийских играх 1960
В биатлонной программе VIII зимних Олимпийских игр 1960 года был разыгран 1 комплект наград. Соревнования проходили 21 февраля 1960 года. Участники бежали индивидуальную гонку с раздельным стартом с интервалом в одну минуту. В гонке приняли участие 30 спортсменов из 9 стран. Четыре огневых рубежа имели мишени на разном расстоянии и были расположены по дистанции неравномерно:
- 6,5 км — расстояние до мишени 200 метров
- 9,5 км — расстояние до мишени 250 метров
- 12,5 км — расстояние до мишени 150 метров
- 15 км — расстояние до мишени 100 метров.

Зрители на стадионе не могли наблюдать за стрельбой. В ходе гонки результаты каждого биатлониста на огневых рубежах сообщались на стадион по телефону. На Олимпиадах 1960 и 1964 за каждый промах спортсменам начислялось 2 минуты штрафа.

## Призёры
| Медаль  | Спортсмен          | Время     | Стрельба |
| Золото  | Клас Лестандер     | 1:33:21.6 | 0+0+0+0  |
| Серебро | Антти Тюрвяйнен    | +36.1     | 1+1+0+0  |
| Бронза  | Александр Привалов | +1:32.8   | 0+0+0+3  |

см. подробнее

## Медальный зачёт по странам
| Позиция | Страна    | Золото | Серебро | Бронза | Общее число медалей |
| ------- | --------- | ------ | ------- | ------ | ------------------- |
| 1       | Швеция    | 1      | 0       | 0      | 1                   |
| 2       | Финляндия | 0      | 1       | 0      | 1                   |
| 3       | СССР      | 0      | 0       | 1      | 1                   |